# Gran Premio d'Ungheria 2016
Il Gran Premio d'Ungheria 2016 è stata l'undicesima prova della stagione 2016 del campionato mondiale di Formula 1. La gara, disputatasi domenica 24 luglio 2016 sul Hungaroring, è stata vinta da Lewis Hamilton su Mercedes. Hamilton, al suo quarantottesimo successo nel mondiale, ha preceduto sul traguardo il suo compagno di scuderia Nico Rosberg e Daniel Ricciardo su Red Bull Racing-TAG Heuer.

## Vigilia

### Sviluppi futuri
La Mercedes annuncia il prolungamento del contratto che la lega a Nico Rosberg per le prossime due stagioni.

### Aspetti tecnici
Per questa gara la Pirelli, fornitrice unica degli pneumatici, porta gomme di mescola media, morbida e supermorbida. Ai piloti che affrontano la Q3 viene fornito un extra set di gomme supermorbide, che verrà restituito al termine delle qualifiche. La FIA stabilisce due zone per l'utilizzo del Drag Reduction System: la prima sul rettifilo dei box, la seconda tra la curva 1 e la curva 2. Vi è un unico punto per la determinazione del distacco, fissato prima della curva 14.
La pista viene, almeno in parte, rinnovata. Il tracciato è stato riasfaltato, e sono posti nuovi cordoli, più alti, alle curve 6 e 7, mentre alle curve 4 e 11 è posizionato un doppio cordolo. Per assicurare che i piloti non portino le loro monoposto al di là dei limiti del tracciato, da questa gara, la FIA, decide di installare dei sensori, all'uscita delle curve, che controllano il comportamento delle vetture.

### Aspetti sportivi
Il team svizzero Sauber viene ceduto a una società finanziaria, anch'essa elvetica, la Longbow Finance. La scuderia non cambierà il suo nome, ma vi saranno delle modifiche nell'assetto dirigenziale. Pascal Picci sostituirà Peter Sauber quale presidente della Sauber Holding AG, mentre Monisha Kaltenborn resterà quale team principal.
La FIA, a seguito delle polemiche sorte sulle comunicazioni tra muretto e piloti nel precedente Gran Premio di Gran Bretagna, interviene sulla norma, stabilendo che, qualora dalla scuderia venga indicata al pilota la modifica di qualche parametro tecnico, il pilota debba obbligatoriamente fermarsi ai box.
L'ex campione del mondo di F1, l'australiano Alan Jones è nominato commissario aggiunto per la gara, da parte della FIA. Jones ha svolto tale funzione, l'ultima volta, nel Gran Premio di Cina 2016.
Nella prima sessione di prove libere, il monegasco Charles Leclerc ha preso il posto di Esteban Gutiérrez in Haas, mentre il francese Esteban Ocon ha sostituito Kevin Magnussen alla Renault.

## Prove

### Resoconto
A causa della pioggia caduta nella notte, la sessione inizia con pista ancora umida. Nella prima mezz'ora di sessione i piloti optano per gomme da bagnato intermedio, ma nessuno fa segnare un tempo valido. Il più veloce è stato Lewis Hamilton, che ha preceduto il compagno di scuderia, Nico Rosberg, per meno di tre decimi. Il campione del mondo ha ottenuto un tempo di mezzo secondo inferiore a quello della pole position dell'edizione 2015. Ciò è stato favorito dal nuovo asfalto, che rende il tracciato meno sconnesso che in passato. Si sono comunque registrati dei testacoda, sia da parte di Sebastian Vettel, che dei piloti della McLaren.
Il duo della Mercedes è stato imprendibile per il resto dei piloti: il terzo, Sebastian Vettel, ha chiuso con un tempo di oltre un secondo e mezzo più alto di quello di Hamilton. Al termine della sessione la McLaren sostituisce la power unit sulla vettura di Fernando Alonso: non essendo stati utilizzati componenti nuovi, il pilota non è penalizzato in griglia.
Nella seconda sessione Lewis Hamilton sbatte contro le barriere alla curva 11, dopo aver toccato i nuovi cordoli. La vettura non è riparabile per il resto della sessione, e lo stesso pilota è accompagnato al centro medico del circuito. Assente il campione del mondo, è Nico Rosberg a ottenere il tempo migliore di sessione. Alle spalle del tedesco si posiziona Daniel Ricciardo, staccato di mezzo secondo, mentre Vettel, terzo, riduce il gap a meno di un secondo dal pilota della Mercedes. La vettura però riesce a mandare in temperatura le gomme solo dopo due giri di lancio. Problemi tecnici hanno limitato il lavoro per Felipe Nasr (ai freni), e per Carlos Sainz Jr. (alla power unit).
La FIA comunica che, nel corso delle qualifiche, ai piloti che superano i limiti alle curve 4 e 11, sulla base della segnalazione dei sensori, saranno immediatamente tolti i tempi ottenuti.
Anche nella terza sessione Lewis Hamilton non riesce a essere competitivo, sul giro secco, a causa di un errore nel suo tentativo veloce. Il più rapido si è così confermato Nico Rosberg, anche se Max Verstappen ha chiuso a soli due millesimi dal tempo del pilota della Mercedes. Al terzo posto ha chiuso l'altro conduttore della Red Bull Racing, Daniel Ricciardo. Le Force India ha concentrato il loro lavoro, per gran parte della sessione, sull'utilizzo delle gomme a mescola media, non utilizzate da nessun altro team, nel corso delle prove.

### Risultati
Nella prima sessione del venerdì si è avuta questa situazione: 
| Pos | Nº | Pilota           | Costruttore | Tempo    | Gap    | Giri |
| --- | -- | ---------------- | ----------- | -------- | ------ | ---- |
| 1   | 44 | Lewis Hamilton   | Mercedes    | 1'21"347 |        | 34   |
| 2   | 6  | Nico Rosberg     | Mercedes    | 1'21"584 | +0"237 | 34   |
| 3   | 5  | Sebastian Vettel | Ferrari     | 1'22"991 | +1"644 | 22   |

Nella seconda sessione del venerdì si è avuta questa situazione: 
| Pos | Nº | Pilota           | Costruttore               | Tempo    | Gap    | Giri |
| --- | -- | ---------------- | ------------------------- | -------- | ------ | ---- |
| 1   | 6  | Nico Rosberg     | Mercedes                  | 1'20"435 |        | 45   |
| 2   | 3  | Daniel Ricciardo | Red Bull Racing-TAG Heuer | 1'21"030 | +0"595 | 36   |
| 3   | 5  | Sebastian Vettel | Ferrari                   | 1'21"348 | +0"913 | 31   |

Nella sessione del sabato mattina si è avuta questa situazione: 
| Pos | Nº | Pilota           | Costruttore               | Tempo    | Gap    | Giri |
| --- | -- | ---------------- | ------------------------- | -------- | ------ | ---- |
| 1   | 6  | Nico Rosberg     | Mercedes                  | 1'20"261 |        | 25   |
| 2   | 33 | Max Verstappen   | Red Bull Racing-TAG Heuer | 1'20"263 | +0"002 | 10   |
| 3   | 3  | Daniel Ricciardo | Red Bull Racing-TAG Heuer | 1'20"726 | +0"465 | 22   |

## Qualifiche

### Resoconto
La pioggia colpisce il tracciato, a circa mezz'ora dall'inizio delle qualifiche, aumentando d'intensità, a circa dieci minuti dall'ora prevista per il semaforo verde. La FIA decide così di rinviare l'inizio della Q1, alle 14:20. Al via della sessione tutte le vetture affrontano immediatamente la pista, nella preoccupazione che un nuovo rovescio renda impossibile ottenere un tempo sufficiente per la qualificazione alla Q2. La pioggia, in effetti, fa nuovamente la sua ricomparsa sul tracciato, tanto che la direzione di corsa decide di interrompere la sessione, quando mancano poco più di 13 minuti al suo termine. Al momento dell'interruzione, tra i piloti che non sarebbero qualificati, vi sarebbero anche i due della Mercedes.
La Q1 riprende alle 14:40, ma le condizioni della pista sono ancora molto difficili. Marcus Ericsson porta a sbattere la sua Sauber contro le barriere. La direzione è costretta a sospendere nuovamente la sessione, quando mancano 9 minuti al suo termine. Il ritorno del sole asciuga la pista, e qualche pilota decide di azzardare l'utilizzo delle gomme da bagnato intermedio. Tra questi Felipe Massa, che però esce di pista, danneggiando la sua monoposto. Per la terza volta la sessione è interrotta con bandiere rosse. La Q1 riprende alle 15:09, con ancora 5 minuti a disposizione dei piloti.
In questa fase la pista si asciuga molto rapidamente, tanto che la classifica si rivoluziona all'arrivo sul traguardo di ogni pilota. Quando manca poco più di un minuto, al termine della sessione, Rio Haryanto esce di pista, in un punto vicino a quello dell'incidente di Ericsson. La direzione di gara interrompe definitivamente la Q1. Vengono eliminati i piloti della Manor, quelli della Renault, oltre agli incidentati Massa e Ericsson.
Nella seconda fase la Williams azzarda ancora, utilizzando, per Valtteri Bottas, delle gomme slick, mentre gli altri piloti rimangono sulla scelte delle gomme da bagnato. La pista si asciuga e, come nella prima qualifica, negli ultimi minuti, il passaggio di ogni pilota sulla linea d'arrivo porta a uno sconvolgimento della graduatoria. Vengono esclusi, dalla fase decisiva, i piloti della Haas, Sergio Pérez, Kimi Räikkönen, Daniil Kvjat e Felipe Nasr.
In Q3 Lewis Hamilton è subito il più rapido: Nico Rosberg si porta a soli quattro decimi, limando poi a un solo decimo, il distacco, nel secondo passaggio. Daniel Ricciardo, veloce nei primi settori, commette un piccolo errore, ed è terzo, a soli 172 millesimi dal britannico. Negli ultimi istanti della sessione vengono esposte le bandiere gialle, per un'uscita di pista di Fernando Alonso, che però vengono subito riposte. Nico Rosberg sopravanza il suo compagno di team, conquistando la pole position, la numero 26 nel mondiale. Hamilton è staccato di 143 millesimi, Ricciardo di 315.
Il tempo ottenuto da Rosberg è posto sotto indagine dai commissari, che ipotizzano che il pilota tedesco non abbia rallentato, al momento dell'esposizione delle bandiere gialle per l'incidente di Alonso, come richiesto dalla Red Bull. Lo studio dei dati di telemetria scagiona il pilota tedesco.

### Risultati
Nella sessione di qualifica si è avuta questa situazione:
| Pos                         | Nº | Pilota            | Costruttore               | Q1       | Q2       | Q3       | Griglia |
| --------------------------- | -- | ----------------- | ------------------------- | -------- | -------- | -------- | ------- |
| 1                           | 6  | Nico Rosberg      | Mercedes                  | 1'33"302 | 1'22"806 | 1'19"965 | 1       |
| 2                           | 44 | Lewis Hamilton    | Mercedes                  | 1'34"210 | 1'24"836 | 1'20"108 | 2       |
| 3                           | 3  | Daniel Ricciardo  | Red Bull Racing-TAG Heuer | 1'39"968 | 1'23"234 | 1'20"280 | 3       |
| 4                           | 33 | Max Verstappen    | Red Bull Racing-TAG Heuer | 1'40"424 | 1'22"660 | 1'20"557 | 4       |
| 5                           | 5  | Sebastian Vettel  | Ferrari                   | 1'35"718 | 1'24"082 | 1'20"874 | 5       |
| 6                           | 55 | Carlos Sainz Jr.  | STR-Ferrari               | 1'36"115 | 1'24"734 | 1'21"131 | 6       |
| 7                           | 14 | Fernando Alonso   | McLaren-Honda             | 1'35"165 | 1'23"816 | 1'21"211 | 7       |
| 8                           | 22 | Jenson Button     | McLaren-Honda             | 1'37"983 | 1'24"456 | 1'21"597 | 8       |
| 9                           | 27 | Nico Hülkenberg   | Force India-Mercedes      | 1'41"471 | 1'23"901 | 1'21"823 | 9       |
| 10                          | 77 | Valtteri Bottas   | Williams-Mercedes         | 1'42"758 | 1'24"506 | 1'22"182 | 10      |
| 11                          | 8  | Romain Grosjean   | Haas-Ferrari              | 1'35"906 | 1'24"941 | N.D.     | 11      |
| 12                          | 26 | Daniil Kvjat      | STR-Ferrari               | 1'36"714 | 1'25"301 | N.D.     | 12      |
| 13                          | 11 | Sergio Pérez      | Force India-Mercedes      | 1'41"411 | 1'25"416 | N.D.     | 13      |
| 14                          | 7  | Kimi Räikkönen    | Ferrari                   | 1'36"853 | 1'25"435 | N.D.     | 14      |
| 15                          | 21 | Esteban Gutiérrez | Haas-Ferrari              | 1'38"959 | 1'26"189 | N.D.     | 15      |
| 16                          | 12 | Felipe Nasr       | Sauber-Ferrari            | 1'37"772 | 1'27"063 | N.D.     | 16      |
| Tempo limite 107%: 1'39"833 |    |                   |                           |          |          |          |         |
| NQ                          | 30 | Jolyon Palmer     | Renault                   | 1'43"965 | N.D.     | N.D.     | 17      |
| NQ                          | 19 | Felipe Massa      | Williams-Mercedes         | 1'43"999 | N.D.     | N.D.     | 18      |
| NQ                          | 20 | Kevin Magnussen   | Renault                   | 1'44"543 | N.D.     | N.D.     | 19      |
| NQ                          | 9  | Marcus Ericsson   | Sauber-Ferrari            | 1'46"984 | N.D.     | N.D.     | PL      |
| NQ                          | 94 | Pascal Wehrlein   | Manor-Mercedes            | 1'47"343 | N.D.     | N.D.     | 20      |
| NQ                          | 88 | Rio Haryanto      | Manor-Mercedes            | 1'50"189 | N.D.     | N.D.     | 21      |

In grassetto sono indicate le migliori prestazioni in Q1, Q2 e Q3.

## Gara

### Resoconto
Nico Rosberg viene passato, al via, sia da Lewis Hamilton che da Daniel Ricciardo: il tedesco è comunque capace, già alla seconda curva, di prendersi la seconda posizione. Seguono poi Max Verstappen, Sebastian Vettel, Fernando Alonso, Carlos Sainz Jr. e Jenson Button.
L'inglese della McLaren sconta, al quinto giro, un problema con il cambio, e viene sfilato da tutto il gruppo, senza però essere costretto al ritiro. Poco dopo, però, viene penalizzato con un drive through, per delle comunicazioni, considerate illegittime, col box, che lo ha aiutato a risolvere il problema tecnico.
Al quindicesimo giro Vettel effettua la sua prima sosta; un giro dopo tocca anche a Ricciardo, che rientra in pista davanti al tedesco della Ferrari, ma dietro alla vettura di Valtteri Bottas, che lo rallenta. Al giro 17 tocca anche a Hamilton e Verstappen: l'olandese della Red Bull Racing si trova alle spalle di Kimi Räikkönen, tenta di passarlo alla seconda curva, ma senza successo. Verstappen ripete la manovra anche nel giro seguente, ma ancora il finnico resiste all'assalto.
Dopo il cambio gomme di Nico Rosberg, al giro 18, la classifica vede al comando Lewis Hamilton, proprio davanti a Rosberg, seguito da Daniel Ricciardo, Sebastian Vettel, Kimi Räikkönen (che non ha effettuato ancora nessuno stop), Max Verstappen e Sergio Pérez. Il messicano compie la sosta al ventisettesimo giro, scendendo in decima posizione. La distanza fra Hamilton e Rosberg si riduce, a causa del deterioramento degli pneumatici del britannico.
Al ventinovesimo passaggio anche Kimi Räikkönen cambia gli pneumatici: rientra in pista settimo, dietro a Fernando Alonso, ma già al giro 31 il ferrarista passa l'iberico, installandosi al sesto posto. Al trentaquattresimo giro Ricciardo anticipa la seconda sosta, mentre l'altro pilota della Red Bull, Verstappen, attende il giro 39. Al giro 41 sosta anche per Pérez, penalizzato però dal ritardo dei suoi meccanici, non pronti, al momento dello stop, con le gomme. Nello stesso passaggio cambiano pure Hamilton e Vettel.
Nico Rosberg attende il giro 43 per la sua seconda fermata ai box: rientra in pista dietro a Hamilton, anche se staccato di un paio di secondi. Più dietro la classifica rimane congelata: Ricciardo sopravanza Sebastian Vettel, mentre Max Verstappen è davanti a Räikkönen. Il finnico effettua la sua seconda sosta al giro 52.
Gli ultimi giri vedono Rosberg avvicinarsi a Hamilton, Vettel a Ricciardo, e Räikkönen a Verstappen. Al cinquantasettesimo giro Kimi Räikkönen forza il sorpasso su Verstappen, che però resiste, ma alla seconda curva le due vetture si toccano, con l'alettone anteriore della Ferrari che viene danneggiato nell'impatto. Räikkönen chiede, via radio, una penalizzazione per l'olandese, la cui manovra però viene ritenuta regolare.
Al sessantaduesimo giro Lewis Hamilton commette un errore alla curva 12, consentendo a Rosberg ad avvicinarsi a soli sei decimi. Ciò però non permette al tedesco di rendersi realmente pericoloso per il primo posto. Lewis Hamilton riporta la sua quinta vittoria sul tracciato dell'Hungaroring, e si porta al comando del mondiale piloti.

### Risultati
I risultati del Gran Premio sono i seguenti:
| Pos | Nº | Pilota            | Costruttore          | Giri | Tempo/Ritiro   | Griglia | Punti |
| --- | -- | ----------------- | -------------------- | ---- | -------------- | ------- | ----- |
| 1   | 44 | Lewis Hamilton    | Mercedes             | 70   | 1h40'30"115    | 2       | 25    |
| 2   | 6  | Nico Rosberg      | Mercedes             | 70   | +1"977         | 1       | 18    |
| 3   | 3  | Daniel Ricciardo  | Red Bull-TAG Heuer   | 70   | +27"539        | 3       | 15    |
| 4   | 5  | Sebastian Vettel  | Ferrari              | 70   | +28"213        | 5       | 12    |
| 5   | 33 | Max Verstappen    | Red Bull-TAG Heuer   | 70   | +48"659        | 4       | 10    |
| 6   | 7  | Kimi Räikkönen    | Ferrari              | 70   | +49"044        | 14      | 8     |
| 7   | 14 | Fernando Alonso   | McLaren-Honda        | 69   | +1 giro        | 7       | 6     |
| 8   | 55 | Carlos Sainz Jr.  | STR-Ferrari          | 69   | +1 giro        | 6       | 4     |
| 9   | 77 | Valtteri Bottas   | Williams-Mercedes    | 69   | +1 giro        | 10      | 2     |
| 10  | 27 | Nico Hülkenberg   | Force India-Mercedes | 69   | +1 giro        | 9       | 1     |
| 11  | 11 | Sergio Pérez      | Force India-Mercedes | 69   | +1 giro        | 13      |       |
| 12  | 30 | Jolyon Palmer     | Renault              | 69   | +1 giro        | 17      |       |
| 13  | 21 | Esteban Gutiérrez | Haas-Ferrari         | 69   | +1 giro        | 15      |       |
| 14  | 8  | Romain Grosjean   | Haas-Ferrari         | 69   | +1 giro        | 11      |       |
| 15  | 20 | Kevin Magnussen   | Renault              | 69   | +1 giro        | 19      |       |
| 16  | 26 | Daniil Kvjat      | STR-Ferrari          | 69   | +1 giro        | 12      |       |
| 17  | 12 | Felipe Nasr       | Sauber-Ferrari       | 69   | +1 giro        | 16      |       |
| 18  | 19 | Felipe Massa      | Williams-Mercedes    | 68   | +2 giri        | 18      |       |
| 19  | 94 | Pascal Wehrlein   | Manor-Mercedes       | 68   | +2 giri        | 20      |       |
| 20  | 9  | Marcus Ericsson   | Sauber-Ferrari       | 68   | +2 giri        | PL      |       |
| 21  | 88 | Rio Haryanto      | Manor-Mercedes       | 68   | +2 giri        | 21      |       |
| Rit | 22 | Jenson Button     | McLaren-Honda        | 60   | Perdita d'olio | 8       |       |

## Classifiche mondiali

### Piloti
| Pos | Pilota            | Punti |
| --- | ----------------- | ----- |
| 1   | Lewis Hamilton    | 192   |
| 2   | Nico Rosberg      | 186   |
| 3   | Daniel Ricciardo  | 115   |
| 4   | Kimi Räikkönen    | 114   |
| 5   | Sebastian Vettel  | 110   |
| 6   | Max Verstappen    | 100   |
| 7   | Valtteri Bottas   | 56    |
| 8   | Sergio Pérez      | 47    |
| 9   | Felipe Massa      | 38    |
| 10  | Carlos Sainz Jr.  | 30    |
| 11  | Romain Grosjean   | 28    |
| 12  | Nico Hülkenberg   | 27    |
| 13  | Fernando Alonso   | 24    |
| 14  | Daniil Kvjat      | 23    |
| 15  | Jenson Button     | 13    |
| 16  | Kevin Magnussen   | 6     |
| 17  | Pascal Wehrlein   | 1     |
| 18  | Stoffel Vandoorne | 1     |

### Costruttori
| Pos | Costruttore          | Punti |
| --- | -------------------- | ----- |
| 1   | Mercedes             | 378   |
| 2   | Ferrari              | 224   |
| 3   | Red Bull-TAG Heuer   | 223   |
| 4   | Williams-Mercedes    | 94    |
| 5   | Force India-Mercedes | 74    |
| 6   | Toro Rosso-Ferrari   | 45    |
| 7   | McLaren-Honda        | 38    |
| 8   | Haas-Ferrari         | 28    |
| 9   | Renault              | 6     |
| 10  | Manor-Mercedes       | 1     |

## Decisioni della FIA
Esteban Gutiérrez, oltre alla penalità di cinque secondi comminatagli in gara, subisce la sottrazione di due punti sulla Superlicenza per aver ignorato delle bandiere blu che lo invitavano ad agevolare i doppiaggi.

## Polemiche dopo la gara
I piloti criticano la decisione della FIA di non cancellare il tempo che Nico Rosberg ha ottenuto durante il suo ultimo giro, nella fase decisiva delle qualifiche. Tale rilievo cronometrico, che è valso la pilota della Mercedes la pole position, è stato fatto segnare quando sulla pista erano state esposte per le bandiere gialle, per segnalare il pericolo derivante dalla vettura di Fernando Alonso, finita in testacoda. Sebastian Vettel ha evidenziato come tale decisione possa avere un effetto negativo sul comportamento dei piloti anche nelle categorie inferiori. Lewis Hamilton ha chiesto di chiarire l'interpretazione del regolamento col direttore di gara, Charlie Whiting.
Kimi Räikkönen, protagonista di un contatto con Max Verstappen, quando i due erano in lotta per il quinto posto, ha criticato la mancata penalizzazione del comportamento del pilota della Red Bull, che avrebbe, secondo lui, cambiato per troppe volte il lato di pista, al momento del tentativo di sorpasso.